# Воздвиженська вулиця (Чернігів)
Воздви́женська вулиця — вулиця у м. Чернігові.

## Історія
Магістраль прокладена згідно з регулярним планом 1805 року вздовж другої лінії чернігівських укріплень. На початковому етапі існування простягалася від Третяка, території біля Свято-Успенського Єлецького монастиря, до вулиці Набережної (нині — Тарновського) і Мар'їного Гаю, проходячи повз церкву Воздвиження Хреста Господнього, за територіальною релевантністю до якої отримала назву Воздвиженської.
У 1860-х роках, після проведення робіт з ліквідації рову вздовж західного муру Свято-Успенського Єлецького монастиря, було прокладено узвіз, який поєднав вулиці Підмонастирську (нині — О. Довженка) та Воздвиженську в точці перетину Хлібопекарської та Ремісничої вулиць на території Третяка.
Починаючи від другої чверті ХІХ століття вулиця забудовується індивідуальними житловими будинками, переважно дерев'яними. Від 1870-х років з'являються також цегляні будівлі.
У 1908 році частину Воздвиженської вулиці, від Святославської вулиці (нині — проспект Миру) до Підмонастирської, названо ім'ям Князя Чорного.
У 1919 році більшовицька влада перейменувала вулиці Воздвиженську та Князя Чорного на Пролетарську, таким чином знову об'єднавши два відтинки під одним топонімом. Під час німецької окупації міста в період Другої світової війни наказом № 107 Чернігівської міської управи від 12 грудня 1941 року вулицям повернуто початкові назви. Після витіснення німецьких військ з міста восени 1943 року, радянськими органами влади магістралі знову дано назву Пролетарської.
У зв'язку із масштабними перебудовами при повоєнному відновленні міста, історичну магістраль остаточно розділили на два самостійні відтинки, перекривши її бульваром та житловою й адміністративною забудовою. Таким чином західний відтинок вулиці Пролетарської виявився відрізаним від східного, а 1979 року був перейменований на честь О. І. Родимцева — радянського військового діяча, генерал-полковника, двічі Героя Радянського Союзу, який від 23 травня 1960 року по 18 березня 1966 року займав пост командувача 1-ю гвардійською загальновійськовою армією КВО, штаб якої дислокувався у Чернігові.
28 липня 2022 року рішенням виконавчого комітету Чернігівської міської ради вулиці було повернуто історичну назву Воздвиженська.
З XVII століття неподалік від П'ятницької брами укріплень форштадту розташовувалася дерев'яна тризрубна з трьома банями в два яруси та дзвіницею церква Воздвиження Хреста Господнього (рос.):
|  |  |  |

Кілька разів за своє існування храм зазнавав перебудов: відомо щонайменше дві масштабні реконструкції, зокрема, в 1759–1778 роках замість дерев'яного храму, що згорів 1770 року, було зведено новий з кам'яним першим поверхом. У ІІ пол. ХІХ століття було зведено цегляний храм з дзвіницею. Споруда була вирішена в стилі класицизм з елементами ампіру. Поблизу розташовувався цвинтар. У Воздвиженській церкві, зокрема, 31 жовтня (12 листопада) 1893 року проходила похоронна відправа за Л. І. Глібовим. Під час Німецько-радянської війни церква отримала значні пошкодження та була розібрана в середині 1940-х.
На початку ХІХ століття на перехресті вулиць Воздвиженської та Красної (нині — проспект Миру) звільненими кріпаками-переселенцями з Ярославської губернії О. Сидоровим та С. Сорокіним було засновано одноповерховий трактир, що перетворився на перший чернігівський готель, який згодом дістав назву «Царград». У різний час у ньому спинялися О. С. Пушкін (1820 та 1824), М. В. Гоголь (1829), Т. Г. Шевченко та О. С. Афанасьєв-Чужбинський (1846), Л. М. Толстой (1884), Максим Горький (1891). У 1880-х роках підприємством володів купець Візенталь, на той час готель мав два поверхи, згодом заклад було придбано Ф. М. Лагутіним, який влаштував у будівлі кондитерську та булочну. З кінця 1920-х споруда використовувалася як гастроном № 22. На фасаді, за сприяння академіка С. О. Єфремова, було вміщено пам'ятну дошку про відвідини Чернігова Т. Г. Шевченком. Під час Німецько-радянської війни споруда була пошкоджена й більше не відновлювалася. У 1989 році на місці готелю встановлено пам'ятний знак.
З лютого 1861 по травень 1862 року в будинку Михайлових розташовувався «Магазин книг і журналів Маркуса Кранца» — одна із найбільших і найпрогресивніших книготоргових крамниць міста, з часом магазин перетворився також на бібліотеку для читання. Тут знаходилася редакція «Чернігівського листка» Л. І. Глібова. Магазин згорів у пожежі. Через деякий час М. Кранц спорудив власний будинок на розі Воздвиженської і Шосейної вулиць, де було влаштовано книжковий склад та магазин — перше в Чернігові приміщення, побудоване спеціально для книгарні.
У 1863 році архітектором М. С. Щетинським складено проєкт для зведення будівлі Хоральної синагоги. Спорудження завершено в 1876 році. У 1931 році діяльність синагоги була припинена й споруду віддали новоствореному Палацу піонерів. Під час Німецько-радянської війни будівля отримала значні пошкодження. У повоєнний час споруда з частковим переплануванням внутрішніх приміщень була відновлена й знову передана для потреб Палацу піонерів. Від 1970-х сюди було переведено ДТСААФ, а згодом курси цивільної оборони. У 1988 році будівлю колишньої синагоги передано для розміщення Чернігівського обласного молодіжного театру.
У 1904 році в будинку міщанина М. І. Лещенка згідно з рішенням губернатора та з дозволу Імператорського Російського музичного товариства було відкрито приватне музичне училище К. В. Сорокіна — перший заклад такого профілю у місті, основа сучасного Чернігівського музичного коледжу імені Л. М. Ревуцького. Навчання в училищі велося за програмами Петербурзької консерваторії, викладачами працювали випускники Віденської й Петербурзької консерваторій та Київського музичного училища.
У липні 1909 року між вулицями Богоявленською (нині — Шевченка) та Воздвиженською було відкрито Олексіївський пасаж — один із найбільш престижних торгових майданчиків міста. Вхід до пасажу був із вулиці Богоявленської, вихід — на Воздвиженську, майже навпроти церковної дзвіниці. Пасаж на правах торгової вулиці мав власну нумерацію, яка включала трохи більше двадцяти номерів. Крім крамниць тут розташовувалися редакція газети «Селянинъ» (виходила друком у 1908–1915 роках) та з 1910 року кінотеатр «Экспрессъ». Після революційних подій початку ХХ століття профіль пасажу не змінився, але через перепланування вхід було перекрито, залишився лише прохід на колишній вулиці Воздвиженській. Споруди пасажу були повністю знищені під час боїв за Чернігів у серпні — вересні 1941 року в ході Другої світової війни.
На початку 1920-х років у націоналізованому будинку А. Безкоровайного на розі вулиць Шевченка (нині — проспект Миру) й Пролетарської, напроти гастроному № 22, було відкрито «Будинок друку». Тут розташували цинкографію, радіостанцію, а також редакції «Селянської газети» (виходила в 1924–1925 роках) та «Червоного стягу» (від 1943 року — газета «Деснянська правда»). Будинок зруйновано в ході боїв за місто восени 1943 року.
У 1992 році на колишньому перехресті Воздвиженської та Борисоглібської вулиць, на місці, де до 1941 року розташовувалася садиба родини Нерод, встановлено дошку-барельєф Г. В. Нероді.

### Видатні мешканці
- Булгаков Василь Миколайович — Почесний громадянин Чернігова
- Кранц Марк (Мордух) Наумович — міщанин, книготорговець, один із активних протагоністів культурного життя Чернігова ІІ половини ХІХ століття
- Ласкоронський Андрій Петрович — спадковий Почесний громадянин Чернігова
- Родина дворян Нерод:

1. Нерода Василь Тимофійович — титулярний радник, секретар Сирітського суду
2. Нерода Василь Васильович — інженер-мостобудівник, гласний міської думи, один із ініціаторів створення та найбільш активний учасник озеленення парку Ялівщина
3. Нерода Георгій Васильович — видатний скульптор, член-кореспондент АМ СРСР, Народний художник РРФСР, лауреат Срібної медалі імені М. Б. Грекова

## Цікаві факти
- 19 вересня (1 жовтня) 1881 року міщанин Терлецький, що проживав неподалік від готелю «Царград», при копанні ями для льоху виявив у землі три дзвони. Було визнано приналежність дзвонів Воздвиженській церкві. За поширеним переказом, нібито на місці знахідки було поставлено церковну дзвіницю.
- 15 листопада (27 листопада) 1898 року приходським священником Воздвиженської церкви М. Смирновим було освячено водонасосну станцію на території урочища Ялівщина — цим актом був офіційно пущений у дію чернігівський міський водогін.
- 26 серпня (8 вересня) 1914 на цвинтарі Воздвиженської церкви було поховано поручика 10-го Новгородського драгунського полку В. М. Красовського. Навесні 1974 року при проведенні земляних робіт біля «Діпроцивільпромбуду», на місці знесеного цвинтаря, це поховання було випадково виявлене. Атрибуція знахідки виконана А. А. Карнабідою завдяки втручанню чернігівки О. І. Олександрової. Серед містян, що стали свідками виявлення знахідки, поширилися чутки про знайдене поховання генерала, зроблене нібито в срібній труні — насправді за срібну труну було сприйнято художньо оздоблений цинковий саркофаг київської фірми М. Якубовського[Зн. 6].

## Пам'ятки архітектури та історії, інфраструктура та об'єкти
Споруди
- буд. № 2

1. турагенція «Toros»

Пам'ятні дошки:
1. Родимцеву Олександру

- буд. № 4 — Хоральна синагога (арх. М. С. Щетинський, 1876 р.)

На цей час:
1. КП Чернігівський обласний молодіжний театр

- буд. № 10 — UniCredit Bank (ПАТ «Укрсоцбанк»)
- буд. № 14

Пам'ятні дошки:
1. Вивальнюку Луці

- буд. № 16 — Губернська казенна палата (ІІ пол. ХІХ ст.)

На цей час:
1. ПАТ Чернігівська взуттєва фабрика «Берегиня»

## Галерея

Гастроном № 22 (колишній готель «Царград»), початок 1940-х
Пам'ятна дошка, присвячена відвідинам Чернігова Т. Г. Шевченком, встановлена на стіні колишнього готелю «Царград», 1943 р.
Руїни Воздвиженської церкви, 1943 р.
Губернська казенна палата, ІІ пол. ХІХ ст. (нині — Чернігівська взуттєва фабрика «Берегиня»)
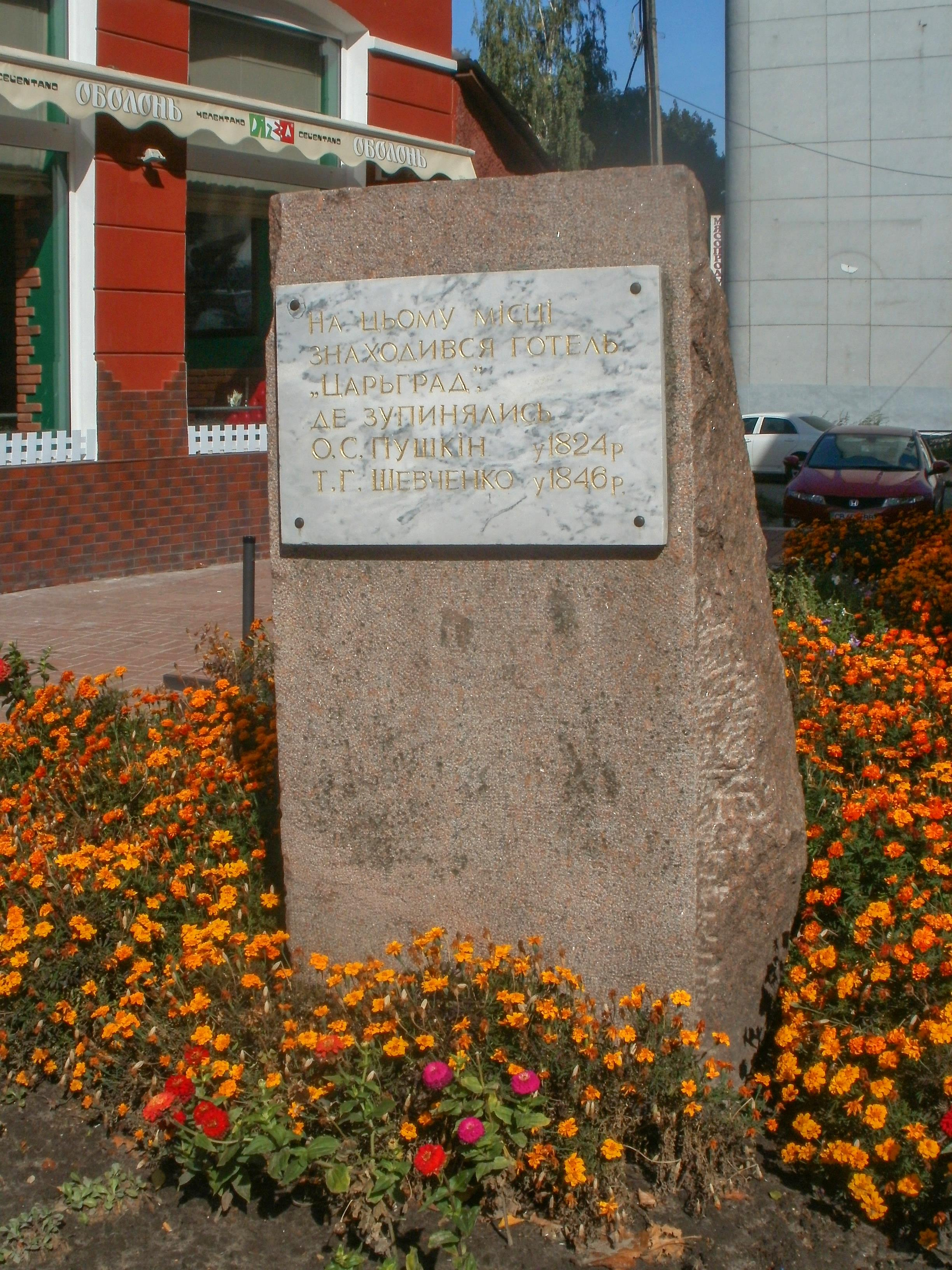
Пам'ятний знак на місці, де знаходився готель «Царград», вст. 1989 р.
Барельєф на місці будинку родини Нерод (вст. 1992 р., нині відсутній)